# Jéfferson Luís Guerreiro Rochembach
Jéfferson Luís Guerreiro Rochembach (Soledade-RS, Brasil, 27 de dezembro de 1968), ou simplesmente Jéfferson, é um ex-futebolista, que atuava como goleiro.

## Carreira
Jéfferson defendeu o Fluminense Football Club na categoria principal como goleiro entre 1989 e 1992, tendo como momento mais importante, a campanha do polêmico vice campeonato da Copa do Brasil de 1992. Em 81 jogos, com 42 vitórias, 18 empates e 21 derrotas (aproveitamento de 59,26%), sofreu 76 gols, uma média de 0,94 por partida. Ainda nas categorias de base foi goleiro da Seleção Brasileira Sub-20, defendendo-a no Campeonato Sul-Americano Sub-20 de 1987, disputado no Chile.
Após sair do Fluminense, Jéfferson atuou pelo São José (SP,1992/1993), Sport (PE, 1992/1993>1994/1995), Náutico (PE, 1995/1996), Criciúma (SC, 1996/1997), Ponte Preta (SP, 1997/1998)  e Mogi Mirim (SP, 1998/1999), sendo tio de outro ex-futebolista, Fábio Rochemback.
Na conquista da Copa do Nordeste de de 1994 pelo Sport foi figura fundamental, pois a partida decisiva terminou 0 a 0 e foi para a decisão por pênaltis, quando Jéfferson defendeu uma cobrança do adversário, tendo a sucessão de cobranças terminado em 3 a 2 para o clube pernambucano, assim como já tinha acontecido na semifinal contra o Bahia.

## Títulos
Fluminense
- Torneio de Kiev de 1989
- Taça Rio de 1990
- Taça Guanabara de 1991

Sport
- Copa do Nordeste de de 1994
- Campeonato Pernambucano de 1994